# Dávivec bavlníkolistý
Dávivec bavlníkolistý (Jatropha gossypiifolia) je silně rozvětvený, poněkud sukulentní a většinou opadavý keř. Je jednodomý druh rodu dávivec který roste v tropech po celém světě.

## Výskyt
Druh pochází z tropické Ameriky, z území rozkládající se od jihu Mexika přes Středoamerické státy až do Peru, Bolívie, Paraguaye a na sever Argentiny; jeho domovina je také na většině ostrovů v Karibském moři. Z Ameriky byl záměrně rozšířen do všech tropických oblastí.

## Ekologie
Tato rychle rostoucí dřevina je rostlinou přizpůsobenou na tropické podnebí se střídajícími se obdobími dešťů a výraznými obdobími sucha. Nejlépe roste v malé nadmořské výšce v pobřežních oblastech na propustné půdě, odvodněných píscích nebo hlinito-kamenitých půdách s vápencovitým podložím. Potřebuje stanoviště s plným sluncem a průměrnými ročními dešťovými srážkami od 400 do 1200 mm. Mezi preferované biotopy patří řídké savanové lesy, křoviny, okolí vodních toků prostá vzrostlých stromů, opuštěné pastviny a oblasti na říčních nebo mořských pobřežích občasně zaplavované.

## Popis
Stále zelený, částečně nebo zcela opadavý, hustě větvený keř dorůstající do výše až 3 m. Olistěné větve vyrůstají z tlustého oddenku s nahnědlou mízou, bývají silné okolo 1 cm a v mládí jsou jemně chlupaté a výrazně purpurově zbarvené. Hladká, šedě zelená kůra se loupe v tenkých pásech, při porušení větve vytéká z rostliny bílý hustý latex. Střídavě rostoucí pýřité nebo lysé listy s krátkými trvalými palisty mají řapíky okolo 10 cm dlouhé a bázi uťatou nebo mělce srdčitou. Jejich troj neb pětilaločné, dlanitodílné nebo dlanitosečné čepele bývají 6 až 10 cm dlouhé a 8 až 14 cm široké. Obvejčité až obkopinaté, zašpičatělé laloky jsou nestejné, střední je největší a postranní jsou nesymetrické. Řapíky, okraje listů i stopky květů jsou porostlé žlázkami s lepkavou tekutinou.
Jednopohlavné, pětičetné, stopkaté květy s čárkovitými listeny vyrůstají až ve 14 cm dlouhém latnatém květenství. Osamocené samičí květy jsou ve středu květenství a samčí, kterých bývá až desetkrát více, rostou po stranách, ve všech květech jsou nektarové žlázy. Samčí květy mají eliptické až kopinaté kališní lístky dlouhé 3 mm a červenofialové široce obvejčité a mírně vypouklé korunní lístky dlouhé 4 mm; v květu je dále ve dvou přeslenech osm žlutých tyčinek s malými prašníky. Samičí květy mají kališní i korunní lístky stejně tvarované i zbarvené, ale jsou téměř dvojnásobně velké; v květu je i chlupatý třídílný spodní semeník se třemi srostlými čnělkami s dvoulaločnými bliznami. Rostliny začínají kvést nejčastěji na začátku dešťů, při dostatku vláhy mohou vykvétat v průběhu celého roku. Semena vznikají po samoopylení i po opylení cizím pylem který přináší hmyz přilétající pro nektar a pyl.
Plod je trojpouzdrá, elipsoidní, lysá tobolka asi 10 mm velká. Zprvu je zelená a dužnatá, při dozrávání tmavne a vysychá. Obsahuje tři šedohnědá, elipsoidní, hladká, 7 mm dlouhá a 5 mm silná semena s masíčkem. Semena jsou pro člověka toxická.

## Rozmnožování
Dávivec bavlníkolistý se samovolně rozšiřuje svými semeny která dokážou dobře plavat a tak se šíří i na velké vzdálenosti podél vodních toků nebo po zaplavovaných územích. Po pevnině semena s masíčkem roznášejí mravenci. Může být množen i oddenky nebo dřevnatými řízky které spolehlivě koření za pomoci stimulátoru.
Mladá rostlina se obvykle prvým rokem nevětví a dorůstá do výše okolo 0,5 m. Kvést začíná nejdříve za dva roky po výsevu.

## Význam
Druh byl v minulosti rozšířen do tropů ve všech světadílech hlavně pro svůj líbivý vzhled (barva mladých listů i květů) spojený se snadným pěstováním a neexistenci škůdců. K šíření přispěly i zvěsti o léčivých účincích kterých bylo dosahováno v lidovém léčitelství.
Pro savce jsou semena bohatá na olej toxická a jen omezeně se používají jako dávidlo (odtud rodové jméno "dávivec") a drastické projímadlo které má vyhnat vnitřní parazity. Samotný olej se vnitřně používá jako přípravek (abortifacient) způsobující vypuzení plodu z dělohy a vně jako látka (rubefacient) dráždící kůži k léčbě revmatismu a kožních infekcí. Latex (míza) vytékající z poraněných větví se používá na široké spektrum léčby všelijakých ran, vředů, ekzémů, kožního oparu, svrabu i pohlavních chorob. Používá se také proti hadímu uštknutí nebo vosímu či včelímu bodnutí. Odvar z listů je doporučován na bolesti břicha, horečku i malárii.
Rostliny poměrně nesnadno vzplanou a jsou proto v Africe vysazovány okolo domů jako ochrana před stepními požáry a pro odpuzování hadů. Používají se také pro vyznačení hranic pozemků a později jako palivo. Dobytek ani koně tyto rostliny nespásají, občas však sežerou opadaná semena a uhynou.
V některých oblastech, např. v Austrálii, kde byl dávivec bavlníkolistý původně vysázen okolo roku 1800, se stal invazním druhem, velice se rozšířil na sezónně zaplavované pastviny kde nemá konkurenčních druhů. Vytváří tam téměř neproniknutelné houštiny a vytlačuje původní floru i faunu a pastviny tak znehodnocuje. V Austrálii je veden na seznamu invazních druhů, na vybraných místech je ničen ohněm, mechanicky i herbicidy. Po zničených rostlinách však zůstává v půdě mnoho životaschopných semen.